# 吉沼村
吉沼村（よしぬまむら）は、かつて茨城県筑波郡に存在した村である。現在の茨城県つくば市の北西部に位置する。

## 歴史
- 1889年（明治22年）4月1日 - 町村制の施行に伴い、吉沼村、吉沼五人受、大砂村、西高野村、牛縊村が合併して発足。
- 1956年（昭和31年）9月30日 - 大字吉沼の一部が豊里町に、残部が大穂町に編入。同日吉沼村廃止。
- 1987年（昭和62年）11月30日 - 豊里町・大穂町が谷田部町および新治郡桜村と合併してつくば市が発足。